# Marlboro Music School and Festival
Het Marlboro Music School and Festival is een retraite voor gevorderde musici ten behoeve van verdieping en training gedurende zeven weken die elke zomer in Marlboro (Vermont) (Verenigde Staten) wordt gehouden. Openbare optredens worden gedurende de tijd dat de school open is elk weekend gegeven, waarvan het programma slechts een week of iets dergelijks van tevoren bekend wordt gemaakt, gekozen uit de zestig tot tachtig werken die worden gerepeteerd.

## Geschiedenis
De school werd opgericht in 1951 door Rudolf Serkin, Adolf Busch, Marcel Moyse, Louis Moyse en Blanche Moyse op de plek van een voormalige zuivelboerderij die vlak daarvoor de campus van het Marlboro College was geworden. Dankzij de kleinschaligheid en de landelijke omgeving werd Marlboro Music als een retraite beschouwd waar jonge musici konden samenwerken met en leren van gevierde musici in een omgeving ver weg van de druk van dagelijkse uitvoeringsdeadlines of opnames. Prominente musici geassocieerd met Marlboro waren onder anderen Pablo Casals, Siegfried Palm, James Levine, Yo-Yo Ma, Joshua Bell, Jonathan Biss, Gilbert Kalish en leden van het Guarneri Quartet. Het Marlboro Music School and Festival wordt momenteel geleid door de artistiek leiders Richard Goode en Mitsuko Uchida. Gedurende de rest van het jaar loopt het Musicians From Marlboro nationale tourneeprogramma met vele concerten per jaar in steden in de Verenigde Staten.